# Andebol 1 de 2012–13
O Campeonato Português de Andebol Masculino (Seniores) de 2012/2013 foi a 61ª edicão, competição organizada pela Federação de Andebol de Portugal. É disputada por 12 equipas, em duas fases. O FC Porto conquistou o seu 18º Título. (5º consecutivo - Pentacampeão).

## Campeonato 1ª Fase
| Pos | Equipa       | J  | V  | E | D  | GM  | GS  | Diff | Pts |
| --- | ------------ | -- | -- | - | -- | --- | --- | ---- | --- |
| 1   | FC Porto     | 22 | 21 | 0 | 1  | 740 | 527 | +213 | 64  |
| 2   | SL Benfica   | 22 | 20 | 1 | 1  | 691 | 502 | +189 | 63  |
| 3   | Sporting CP  | 22 | 15 | 1 | 6  | 691 | 526 | +165 | 53  |
| 4   | ABC Braga    | 22 | 13 | 2 | 7  | 571 | 514 | +57  | 50  |
| 5   | Águas Santas | 22 | 13 | 1 | 8  | 609 | 567 | +42  | 49  |
| 6   | SC Horta     | 22 | 11 | 1 | 10 | 582 | 641 | -59  | 45  |
| 7   | Madeira SAD  | 22 | 10 | 2 | 10 | 571 | 572 | -1   | 44  |
| 8   | Belenenses   | 22 | 8  | 0 | 14 | 566 | 603 | -37  | 38  |
| 9   | Xico Andebol | 22 | 7  | 0 | 15 | 592 | 680 | -88  | 36  |
| 10  | AC Fafe      | 22 | 4  | 2 | 16 | 592 | 683 | -91  | 32  |
| 11  | AA Avanca    | 22 | 4  | 1 | 17 | 532 | 648 | -116 | 31  |
| 12  | CDE Camões   | 22 | 0  | 1 | 21 | 427 | 701 | -274 | 23  |

## Fase Final Group A
| Pos | Equipa       | J  | V | E | D | GM  | GS  | Diff | Pts |
| --- | ------------ | -- | - | - | - | --- | --- | ---- | --- |
| 1   | FC Porto     | 10 | 8 | 0 | 2 | 283 | 239 | +44  | 58  |
| 2   | SL Benfica   | 10 | 7 | 0 | 3 | 289 | 229 | +60  | 56  |
| 3   | Sporting CP  | 10 | 8 | 0 | 2 | 300 | 256 | +44  | 53  |
| 4   | Águas Santas | 10 | 5 | 0 | 5 | 259 | 280 | -21  | 45  |
| 5   | ABC Braga    | 10 | 1 | 0 | 9 | 238 | 279 | -41  | 37  |
| 6   | SC Horta     | 10 | 1 | 0 | 9 | 244 | 330 | -86  | 35  |

Extra Pontos (Regra da competição): ABC Braga: +25 Pontos; Benfica: +32 Pontos; Porto: +32 Pontos; SC Horta: +23 Pontos; Sporting: +27 Pontos e Águas Santas: +25 Pontos 

## Fase Final Group B
| Pos | Equipa       | J  | V | E | D | GM  | GS  | Diff | Pts |
| --- | ------------ | -- | - | - | - | --- | --- | ---- | --- |
| 1   | Belenenses   | 10 | 7 | 1 | 2 | 325 | 295 | +30  | 44  |
| 2   | AC Fafe      | 10 | 7 | 0 | 3 | 316 | 269 | +47  | 40  |
| 3   | Madeira SAD  | 10 | 4 | 0 | 6 | 285 | 283 | +2   | 40  |
| 4   | AA Avanca    | 10 | 6 | 0 | 4 | 278 | 283 | -5   | 38  |
| 5   | Xico Andebol | 10 | 3 | 1 | 6 | 282 | 293 | -11  | 35  |
| 6   | CDE Camões   | 10 | 2 | 0 | 8 | 235 | 298 | -63  | 26  |

Extra Pontos (Regra da competição): AC Fafe: +16 Pontos; Avanca: +16 Pontos; Belenenses: +19 Pontos; Camões: +12 Pontos; Madeira: +22 Pontos e Xico Andebol: +18 Pontos